# Paris-Roubaix de 1981
A 79.ª Paris-Roubaix celebrou-se a 12 de abril de 1981 e foi vencida pelo francês Bernard Hinault num sprint de um pequeno grupo. A prova constou de 263,5 km chegando o grupo atacante num tempo de 6h 26' 07".

## Classificação final
| Posição | Ciclista            | Equipa                       | Tempo      |
| ------- | ------------------- | ---------------------------- | ---------- |
| 1.      | Bernard Hinault     | Renault-Elf-Gitane           | 6h 26' 07" |
| 2.      | Roger De Vlaeminck  | DAF Trucks-Cote d'Or-Gazelle | m.t.       |
| 3.      | Francesco Moser     | Famcucine-Moser              | m.t.       |
| 4.      | Guido Van Calster   | Wickes-Splendor              | m.t.       |
| 5.      | Marc Demeyer        | Capri Sonne-Koga Miyata      | m.t.       |
| 6.      | Hennie Kuiper       | DAF Trucks-Cote d'Or-Gazelle | m.t.       |
| 7.      | Ferdi Van Den Haute | A Redoute                    | + 1' 01"   |
| 8.      | René Bittinger      | Miko-Mercier                 | + 1' 01"   |
| 9.      | Jean Chassang       | Puch-Wolber                  | + 2' 09"   |
| 10.     | Fons De Wolf        | Vermeer-Thijs-Gios           | + 2' 35"   |